# Arthur Zapp

Arthur Zapp

Arthur Zapp (Pseudonym: V. E. Teranus; * 15. August 1852 in Luckau; † 15. April 1925 in Berlin) war ein deutscher Schriftsteller.

## Leben
Arthur Zapp war der Sohn eines Bankdirektors und Industriellen. Er besuchte die Schule in Frankfurt (Oder) und in Berlin und nahm dazwischen
als Einjährig-Freiwilliger am Deutsch-Französischen Krieg 1870/71 teil. Nach Abschluss seiner Schulzeit schlug Zapp eine Karriere als Offizier bei der Preußischen Armee ein. Nachdem der väterliche Betrieb in Konkurs gegangen war, war Zapp gezwungen, seinen Abschied vom Militär zu nehmen. Er unternahm Reisen nach Österreich-Ungarn und in die Vereinigten Staaten, wo er sich mehrere Jahre aufhielt. Während dieser Zeit verdiente er seinen Lebensunterhalt als Sprachlehrer und Mitarbeiter der New Yorker Staats-Zeitung. 1877 kehrte er nach Deutschland zurück und lebte in der Folge als freier Schriftsteller in Berlin.
Arthur Zapp war Verfasser eines sehr umfangreichen literarischen Werks, das vor allem aus seinerzeit vielgelesenen Romanen, Erzählungen und Theaterstücken besteht.

## Werke
- Aus Kleindeutschland, Berlin 1886
- Die Armen und Elenden, Berlin 1887
- Cours de langue française d’après la méthode naturelle, Berlin 1887
- Die Lüge der Ehe, Berlin 1887
- Die Rose von Sesenheim, Berlin 1887
- Vom Babel an der Spree, Leipzig 1887
- Vom „frischen, fröhlichen“ Krieg, Berlin 1887
- Im modernen Sparta, Berlin 1888
- Ins Bad, Berlin 1888
- Käthchens erste Liebe und anderes, Berlin 1889
- Die erste Schlacht und anderes, Berlin 1890
- Im neuen Sparta, Berlin 1890
- Premieren, Berlin 1890
- Außerhalb der Gesellschaft, Berlin 1891
- Eine Konvenienzheirat, Berlin 1891
- O Maienzeit, o Liebestraum!, Berlin 1891
- Aus dem Eheleben, Berlin 1892
- Ein Mädchen von heute, Berlin 1892 (unter dem Namen H. Scharfenort)
- Allerlei Evatöchter, Berlin 1893
- Der Ibsen-Bund, Berlin 1893
- Offiziersehre, Berlin 1893
- Des Erbprinzen Weltreise, Berlin 1895
- Die Französin, Dresden [u. a.] 1895
- Martha und Maria, Berlin 1895
- Der tolle Schmettwitz, Stuttgart [u. a.] 1895
- Ein Lieutenant a. D., 1895
  - Vorabdruck in: Die Gartenlaube (1893), Hefte 40–49
- Versorgungsehe, Chemnitz 1895
- Bei fremden Leuten, Berlin 1896
- Lieutenant Don Juan, Berlin 1896
- Offizierstöcher, Dresden [u. a.] 1896
- Die schöne Helene, Dresden 1896
- Sittenbilder aus dem modernen Eheleben, Berlin 1896
- Sodom, Berlin 1896
- Wie die jungen Mädchen lieben!, Berlin 1896
- Standesehre, Leipzig 1897
- Vornehme Proletarier, Leipzig 1897
- Die Schauspielerin, Berlin 1898
- Tod für Tod!, Berlin 1898
- Ehrlos?, Berlin 1899
- Miss Nellie’s Freier, Berlin 1899
- Muttersohn, Berlin 1899
- Die Directrice, Berlin 1900
- Im Frühling, Dresden [u. a.] 1900
- Die Klugen und die Schlauen, Berlin 1900
- Madame Amethyst, Berlin [u. a.] 1900
- Der Mut zu lieben, Verlag Carl Reißner, Dresden und Leipzig, 1900 [später neu aufgelegt: siehe: Furcht vor der Liebe, Verlag Friedrich Rothbarth, Leipzig, ohne Jahresangabe]
- Die Schule der Armut, Berlin 1900
- Seiner Majestät Schönster, Berlin 1900
- Um Samt und Seide, Berlin [u. a.] 1900
- Zwischen Himmel und Hölle, Freiburg i. B. 1900
- Durchlaucht Prinz Habenichts, Berlin 1901
- Ein sensationeller Fall, Berlin 1901
- Der Mann seiner Frau, Berlin 1902
- Des Meeres und der Liebe Wellen, Berlin 1902
- Musketier Horn, Berlin 1902
- Die natürliche Methode für den Unterricht fremder Sprachen nach den Prinzipien des G. Heness, Berlin 1902
- Ein Verbrechen?, Mannheim 1902
- Die Ehre ist gerettet!, Dresden [u. a.] 1903
- Kam'rad Diogenes, Mannheim 1903
- Mrs. Carry Redfield, Berlin 1903
- Der Sohn des Ministers, Berlin 1903
- Die Frau Hauptmann, Dresden [u. a.] 1904
- Eine Künstlerehe, Berlin-Charlottenburg 1904
- Rhenania sei’s Panier!, Berlin 1904
- Das Ehrenwort, Berlin 1905
- Im Sklavenkrieg, Neu-Ruppin 1905
- Ein interessanter Mann, Berlin 1905
- Kamerad Zeck, Berlin 1905
- Die Liebesprobe, Berlin 1905
- Moderne Mädchen, Berlin 1905
- Prinzessin Launay, Berlin 1905
- Verurteilt, Berlin 1905
- Die drei Kameraden, Dresden 1906
- Die Frau Leutnant, Berlin [u. a.] 1906
- Haus Willfried, Berlin 1906
- Die Liebesbriefe, Berlin 1906
- Ein amerikanischer König, Dresden 1907
- Aus Eifersucht, Berlin 1907
- Der letzte Krieg, Berlin 1907 (unter dem Namen V. E. Teranus)
- Der Tanzteufel, Berlin 1907
- Drei Mädchen, Berlin 1908
- Galatea, Stuttgart 1908
- Hurraschreier, Dresden 1908 (unter dem Namen V. E. Teranus)
- Meine Seele ging einsam …, Leipzig [u. a.] 1908
- Wer ist der Vater? Berlin 1908
- Der berühmte Name, Dresden 1909
- Eros der Sieger, Berlin 1909
- Graf Almassy, Berlin 1909
- Die Heirat Seiner Hoheit, Neurode 1909
- Das Kleeblatt, Berlin 1909
- Die Glücksucher, Berlin 1910
- Die Heirat in London, Dresden 1910
- Soldatenliebe,  Leipzig 1910
- Berliner Mädel, Charlottenburg 1911
- Der englische Spion, Berlin 1911
- Der Staatsanwalt, Dresden 1911
- Mädchen, die man nicht heiratet, Charlottenburg 1912
- Der Meineid, Berlin [u. a.] 1912
- Verschollen, Berlin 1912
- Der Esel, Berlin-Wilmersdorf 1913
- Der falsche Hundertmarkschein, Berlin 1913
- Das Liebesleben der Franziska Lamm, Charlottenburg 1913
- Drei Ehen, Charlottenburg 1914
- Frau Hertas Geheimnis, Dresden 1914
- Zum Eheparadies, Dresden 1914
- Zwischen Mann und Frau, Bremen [u. a.] 1914
- Im Lande der Lüge, Bremen [u. a.] 1915
- Der Kampf der Millionen,  Berlin 1915
- Der Spion, Dresden [u. a.] 1915
- Der Jüngste des Regiments, Stuttgart [u. a.] 1916
- Marschall von Hindenburg und sein Rekrut, Leipzig 1916
- Der holde Schein, Leipzig 1917
- Weibliche Waffen, Dresden 1917
- Der Mann von fünfzig Jahren, Hamburg [u. a.] 1918
- Die Sünde wider das Weib, Hamburg [u. a.] 1918
- Das Unbezwingliche, Hamburg [u. a.] 1918
- Die Geheimnisse des Hauses Willfried, Leipzig 1919
- Margarete, Dresden 1919
- Meister Sondermann, Leipzig 1919
- Das Testament, Leipzig 1919
- Um Ruhm und Liebe, Dresden 1919
- Versorgungsehe, Chemnitz 1919
- Was ist Liebe?, Hamburg [u. a.] 1919
- Wie Liebgard Stahl Mutter wurde, Hamburg [u. a.] 1919
- Dämon Liebe, Berlin 1920
- Dichterliebe, Leipzig [u. a.] 1920
- Falsches Geld, Berlin 1920
- Der Kampf um den Dollar, Dresden 1920
- Das Liebesleben eines deutschen Jünglings, Hamburg 1920
- Warum Frau Wanda Liebich die Ehe brach, Hamburg 1920
- Wir brauchen keinen Gott!, Charlottenburg 1920 (unter dem Namen Teranus)
- Bürgerliche und natürliche Liebe, Hamburg 1921
- Hochzeitsnächte, Berlin 1921
- Junggesellinnen, Dresden 1921
- Maria Magdalenas Ehe, Hamburg 1921
- Die freie Frau, Hamburg 1922
- Furcht vor der Liebe, Verlag Friedrich Rothbarth, Leipzig, ohne Jahresangabe (1922?) [Dies ist eine Neuauflage des Titels: "Der Mut zu lieben", Verlag Carl Reißner, Dresden und Leipzig, 1900]
- Im Frauenstaat, Hamburg 1922
- Das neue Ghetto, Berlin-Nowawes 1922
- Alle Welt stiehlt, Hamburg 1924
- Der Dichter und seine drei Frauen, Berlin-Schöneberg 1924
- Der Fall Winternitz, Berlin 1924
- Konjunktur-Barone, Berlin 1924
- Lilien auf dem Felde, Berlin 1924
- Mädels vom Kontor, Berlin 1924
- Moderne Ehen, Berlin 1924
- Revanche für Versailles!  Berlin 1924
- Wie die Frauen lieben! Berlin 1924
- Des Malers Modelle, Berlin 1928